# Магера Сергій Ігорович
Магера Сергій Ігорович (нар. 18 травня 1972, Золочів, Львівська область) — народний артист України (2009), лауреат Національної премії України імені Тараса Шевченка (2011).

## Життєпис
Закінчив Львівський вищий державний музичний інститут ім. М. Лисенка (1997), учень В. Лужецького. Співав на сцені Львівського академічного театру опери та балету ім. С. Крушельницької. Соліст Національної опери України ім. Тараса Шевченка з 1998 р. Володіє могутнім басом повного діапазону, красивою тембральною палітрою, досконалою сценічною майстерністю.

## Здобутки
Вагнерівський стипендіат (1995), лавреат Всеукраїнського конкурсу ім. С. Прокоф'єва (Маріуполь, Україна, 1995 — перша премія), Міжнародного конкурсу вокалістів ім. К. Монтеверді (Рагуза, Італія, 1996 — Гран-Прі), Міжнародного конкурсу вокалістів ім. І. Паторжинського (Луганськ, Україна, 1997 — перша премія та приз «Золота надія України»), Міжнародного конкурсу вокалістів ім. І. Алчевського (Харків, Україна, 1999 — перша премія), Міжнародного конкурсу вокалістів ім. М. Глінки (Казань, Татарстан, 1999 — друга премія та приз «За самобутність виконання М. Глинки»), конкурс оперних співаків за найкраще виконання партії Капулетті в опері «Ромео і Джульєтта» Шарля Гуно (Будапешт, Угорщина, 2000 — перша премія), Міжнародного конкурсу вокалістів ім. Марії Каллас (Афіни, Греція, 2001 — друга премія), Міжнародного конкурсу вокалістів Монсерат Кабальє (Андорра, 2002 — перша премія та приз глядацьких симпатій), Міжнародного конкурсу вокалістів «Citta di Alcamo» (Алькамо, Італія, 2002 — перша премія), IX Міжнародного конкурсу вокалістів (Більбао, Іспанія, 2002 — перша премія), У Міжнародного конкурсу вокалістів ім. Марії Края (Тирана, Албанія, 2003 — друга премія), III Міжнародному конкурсі ім. С. Крушельницької (Львів, Україна, 2003 — третя премія).
З успіхом виконує не тільки оперні партії, зокрема — твір «Поема про Україну» у супроводі Національного президентського оркестру (художній керівник народний артист України Анатолій Молотай, (музика — Олександр Александров, слова — Володимир Мельников), 2009.
Гастролював у США, Данії, Італії, Німеччині, Швейцарії, Польщі, Угорщині, Франції, Голландії, Бельгії та інших країнах.

## Оперні партії
Мойсей в однойменній опері М.Скорика, Ярослав Мудрий в однойменній опері Г. Майбороди, Собакін («Царева наречена» М. Римського-Корсакова), Гремін, Кочубей («Євгеній Онєгін», «Мазепа» П. Чайковського), Пімен, Кум («Борис Годунов», «Сорочинський ярмарок» М. Мусоргського), Джеронімо («Таємний шлюб» Д. Чімарози), Дон Базіліо («Севільський цирульник» Дж. Россіні), Феррандо, Захарія, Монтероне, Рамфіс, Банко («Трубадур», «Набукко», «Ріголетто», «Аїда», «Макбет» Джузеппе Верді), Тимур, Геронт, Коллен («Турандот», «Манон Леско», «Богема» Джакомо Пуччіні), Лепорелло («Дон Жуан» В. А. Моцарта), Капулетті («Ромео і Джульєтта» Ш. Гуно), Раймондо, Дулькамара («Лючія ді Ламмермур», «Любовний напій» Гаетано Доніцетті), Альвізе Бадоеро («Джоконда» А. Понкіеллі), Оровезо («Норма» В. Белліні), Король Треф («Любов до трьох апельсинів» С. Прокоф'єва) та ін.